# Battaglia di Svolder
La battaglia di Svolder fu combattuta il 9 settembre 999 o 1000 presso Rügen fra la flotta del re norvegese Olaf I Tryggvason e una coalizione di suoi avversari composta da navi svedesi, danesi e del Jarl di Lade. Lo sfondo della battaglia era l'unificazione della Norvegia in un singolo Stato, gli sforzi danesi di vecchia data per ottenere il controllo del Paese e la diffusione del cristianesimo in Scandinavia.
Il re Olaf stava navigando verso casa dopo una spedizione in Wendland (Pomerania) quando fu assalito da un gruppo di alleati composto dalle truppe di Sweyn I di Danimarca, di Olof Skötkonung, re di Svezia, e di Eiríkr Hákonarson, Jarl di Lade. Olaf aveva solo undici navi da battaglia in quel conflitto contro la flotta composta da settanta navi nemica. Le sue imbarcazioni furono catturate una alla volta, ultima fra tutte la Ormen Lange, sulla quale era Olaf, che Eirik catturò mentre il re della Norvegia si stava gettando in mare. Dopo la schermaglia, la Norvegia fu governata dai Jarls di Lade (Trondheim) e trattata come un feudo della Danimarca e della Svezia.
Le fonti più dettagliate riguardo alla battaglia, alle saghe dei re, furono scritte approssimativamente due secoli dopo la stessa. Storicamente inaffidabili, offrono una vivida descrizione letteraria di quanto accaduto nella battaglia e dei fatti che portarono a questo conflitto. Le saghe attribuiscono le cause della battaglia alla sfortunata proposta di matrimonio di Olaf I di Norvegia a Sigrid la Superba ed al suo problematico matrimonio con Thyri, sorella del re di Danimarca. All'inizio della battaglia, Olaf è raffigurato mentre insulta gli avversari con spavalderia, pur ammettendo nel frattempo che gli uomini di Eirikr erano pericolosi perché «Norvegesi come noi». L'episodio più conosciuto della battaglia riguarda la rottura dell'arco di Einar Thambarskelfir, ritenuto un segnale della sconfitta che avrebbe subito Olaf.

## Fonti

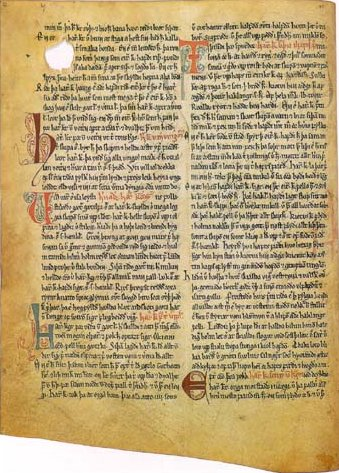
Mentre la battaglia è descritta in un certo numero di fonti medievali, la narrazione intitolata Heimskringla è la meglio conosciuta e quella che ha influenzato maggiormente i moderni scritti storici e letterari.

La battaglia di Svolder è menzionata da un discreto numero di fonti storiche, la più antica delle quali fu scritta da Adamo di Brema (nel 1080 circa), il quale riferisce la vicenda dal punto di vista danese basandosi su Sweyn II di Danimarca. Il più tardo storico Saxo Grammaticus ricorse a uno studio dell'opera di Adamo e la ampliò nel suo testo intitolato gesta Danorum (1200 circa).
In Norvegia le tre storie sinottiche Theodoricus monachus, Historia Norvegiæ e Ágrip af Nóregskonungasögum (circa 1190) forniscono tutte un breve resoconto della battaglia. Le saghe dei re islandesi ne offrono uno molto più esteso, a partire dalla saga di Olaf Tryggvason di Oddr Snorrason (1190 circa). Attingendo alla poesia degli scaldi, di trasmissione orale, Oddr realizzò un resoconto elaborato della battaglia. Un simile approccio fu compiuto anche da due successive saghe islandesi, Fagrskinna e Heimskringla (1220 circa), le quali aggiungono delle citazioni di verso scaldico. Tre poemi islandesi scritti attorno al 1200 assumono anch'essi di interesse storico, ovvero il Nóregs konungatal, l'Hallar-Steinn e l'Óláfsdrápa Tryggvasonar. La grande saga di Óláf Tryggvason combina diverse delle fonti riportate qui sopra per formare l'ultimo resoconto sotto forma di saga, ma benché sia il lavoro più lungo esso viene considerato altresì il meno affidabile.
La poesia scaldica contemporanea che si riferisce alla battaglia include un'opera di Hallfreðr vandræðaskáld, il quale fu al servizio di Óláf Tryggvason. Hallfreðr non era presente sul campo di battaglia, ma raccolse informazioni riguardo a questa successivamente per realizzare un elogio ad Óláf. Dalla parte di Jarl Eirik un certo numero di strofe sono state conservate da Halldórr ókristni che parla della lotta come se fosse accaduta «l'anno scorso» e si sofferma sulla scena della cattura da parte di Eirik del Lungo serpente, una grossa imbarcazione. Alcuni versi relativi alla lizza, probabilmente composti attorno al 1015, si rintracciano nell'elogio ad Eirik di Þórðr Kolbeinsson. Infine, Skúli Þórsteinsson, che lottò al fianco di Eirik nella battaglia, narrò questo in versi durante la sua vecchiaia.
Mentre gli storici valutano la poesia contemporanea scaldica come la fonte più accurata disponibile; si deve tenere inoltre presente che i poemi non sono stati conservati in modo indipendente, ma sopravvivono grazie a citazioni nelle saghe dei re. Dopo due secoli di continua trasmissione orale, è lecito ipotizzare che i versi siano stati ricordati in maniera poco accurata e con delle sbavature. Inoltre, la poesia degli scaldi non ha in primo luogo lo scopo di dare informazioni, ma di narrare in modo epico i fatti già conosciuti dagli ascoltatori.

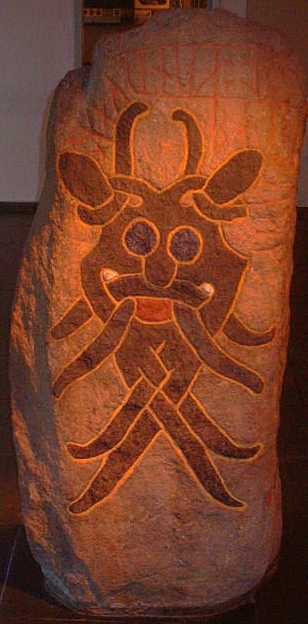
L'Iscrizione runica danese 66 commemora un uomo che «incontrò la morte quando i re combatterono». L'evento in cui morì è probabile che sia stato proprio questo scontro a Svolder.

Degli ulteriori approfondimenti meritano la località e l'anno in cui avvenne lo scontro, su cui non vi è unanimità di pensiero in ambito accademico. Per quanto riguarda quest'ultimo aspetto, tutte le fonti che datano la battaglia concordano sul fatto che si sia svolta nell'anno 1000. La fonte più antica a indicare una data è la meticolosa Íslendingabók, scritta attorno al 1128, la quale specifica che si svolse in estate. Oddr Snorrason testimonia inoltre che la battaglia è «commemorata in ricordo dei caduti nel terzo o quarto giorno prima delle idi di settembre» (10 o 11 settembre). La Óláfs saga Tryggvasonar en mesta afferma che la battaglia si sia verificata il 9 settembre, con altre fonti che invece la estendono pure ai giorni immediatamente successivi. Alla luce di queste premesse, apparirebbe lecito pensare che, sia pur essendovi delle discordanze sulle date del giorno della battaglia, la questione relativa all'anno dello scontro possa dirsi esaurita. In realtà, dal momento che alcuni autori medievali ritenevano che la fine dell'anno cadesse nel mese settembre, è possibile che l'anno indicato in cui avvenne l'accadimento vada individuato nel 999.
L'ubicazione della battaglia non può essere definita con certezza ed è destinata a rimanere avvolta nel mistero. Adamo di Brema ritiene che essa si svolse nell'Øresund, mentre l'Ágrip e la Historia Norwegie identificano questo luogo al largo della Zelanda. Teodorico afferma che si svolse «a fianco dell'isola che è chiamata Svöldr e che si trova nei pressi della Slavia». La Fagrskinna parla invec di «un'isola al largo delle coste della Vinðland [...] questa isola è chiamata Svölðr», con Oddr Snorrason e la Heimskringla che fanno seguito a questa ricostruzione relativa al nome dell'isola ma non ne specificano l'ubicazione. Una strofa del poeta Skúli Þórsteinsson parla della «bocca di Svolder», lasciando intuire che Svolder potrebbe essere stato il toponimo originario di un fiume e che la scarsa conoscenza dei Norvegesi della geografia dei Venedi possa averne causato la confusione con il nome di un'isola. Gli Annales Ryenses danesi risultano gli unici a circoscrivere il luogo della battaglia nello Schlei.

## Antefatti

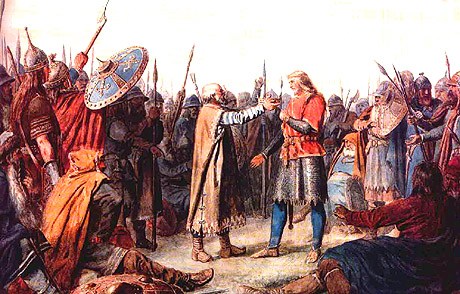
Incoronato nel 995, Olaf Tryggvason procedette velocemente a cristianizzare la Norvegia, sfruttando tutti i mezzi a sua disposizione.

Nella prima storia documentata, la Norvegia era divisa in un certo numero di piccoli regni e talvolta in lotta fra loro, con un potere centrale debole. Nella storiografia tradizionale, il processo di unificazione dello Stato viene fatto coincidere con l'ascesa al potere di Harald I di Norvegia nel IX secolo. I discendenti di Harald e gli altri pretendenti al trono dovettero fare i conti con dei forti capi regionali, come gli jarl di Lade nel nord e i governanti della Vingulmark, mentre i sovrani della Danimarca rivendicavano i territori a sud ed erano ansiosi di conquistare i vassalli norvegesi per incrementare la loro influenza. La diffusione del cristianesimo assunse inoltre un valore politico sempre più crescente alla fine del X secolo.
Nel 970 circa, Haakon Sigurdsson, jarl di Lade, divenne l'uomo più importante della Norvegia, sostenuto in un primo momento da Harald I di Danimarca in cambio del pagamento di un tributo, ma il rapporto fra i due deteriorò per motivi religiosi; Harald si convertì al cristianesimo e si dimostrò impaziente nel tentativo di far abbracciare la nuova religione ai suoi sudditi, mentre Haakon rimase un convinto pagano. Nel 995 Haakon fu deposto e salì al trono il capo cristiano Olaf I di Norvegia.
Pur rifiutando l'autorità danese, Olaf fece sua la missione di convertire la Norvegia e le colonie norvegesi ad Ovest tanto velocemente e tanto completamente quanto fosse possibile. Con minacce, torture ed esecuzioni, Olaf ruppe la resistenza pagana e nel giro di pochi anni la Norvegia fu, almeno sulla carta, un paese cristiano. Ma il re Olaf aveva acquisito numerosi nemici durante la sua ascesa al potere. Il più importante era il Eirik, figlio di Haakon, anch'egli uno jarl, e Sweyn I di Danimarca: entrambi dichiaravano di aver ricevuto un sopruso dei loro possedimenti in Norvegia da parte di Olaf.
Gli stessi interessi che si scontrarono a Svolder portarono alla divisione della Norvegia per i decenni a venire, portando a combattimenti su scala sempre maggiore come la battaglia di Nesjar e la battaglia di Stiklestad. La conclusione di questa fase storica tormentata dalle guerre terminò nel 1035 con l'ascesa di Magnus I di Norvegia al trono di una Norvegia indipendente e cristiana.

### Casus belli

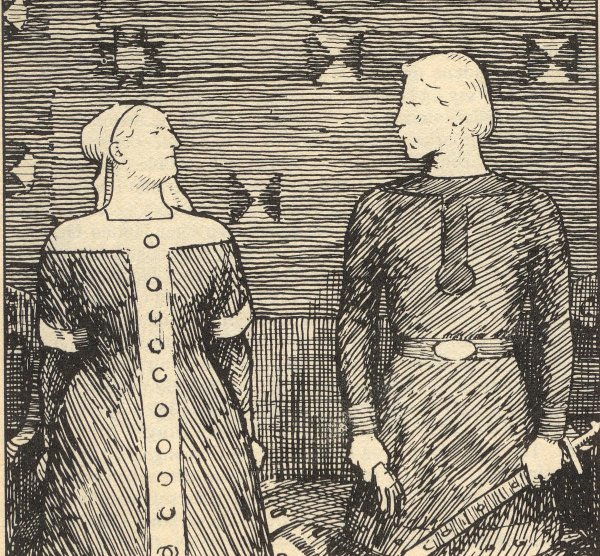
Olaf Tryggvason propose il matrimonio con Sigrid la Superba, a condizione che si convertisse al Cristianesimo. Quando Sigrid rifiutò la proposta, Olaf la colpì con un guanto. Lei lo avvertì quindi che ciò avrebbe potuto portare alla di lui morte.

Inutilmente si andrebbe alla ricerca, nelle poesie scaldiche coeve, di versi che indicano le cause della battaglia. Secondo Adamo di Brema, la moglie danese di Olaf Triggvason, Thyri, incitò il marito a far guerra contro la Danimarca. Quando Olaf fu informato sull'alleanza fra Olof III di Svezia e Sweyn I di Danimarca, si arrabbiò e decise di attaccarli. L'Ágrip e la Historia Norvegiæ forniscono un resoconto simile, sottolineando che Thry era anche la sorella di Sweyn e che, quando si sposò con Olaf, Sweyn rifiutò di pagare la dote promessa. Adirato, Olaf preparò una spedizione per attaccare la Danimarca, ma fu troppo impaziente per aspettare di assemblare una flotta da tutta la Norvegia e si imbarcò per il sud con undici navi soltanto, in attesa che il resto lo seguisse. Quando questa speranza non si realizzò, partì per la Wendland (Pomerania) allo scopo di cercare alleati e sulla strada subì un'imboscata ad opera di Sweyn ed i suoi alleati. Tali resoconti sono contraddetti da un verso contemporaneo di Halldórr ókristni ("Halldórr il non cristiano"), il quale sostiene che Olaf Tryggvason stava viaggiando da sud nel momento in cui arrivò alla battaglia.

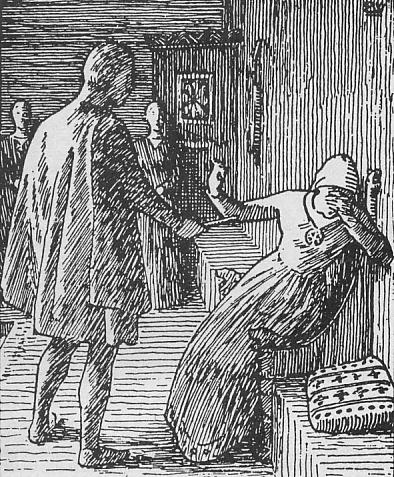
Olaf offre alla regina Tyra un gambo di Angelica. Lei piange e lo rimprovera di non aver osato affrontare Sweyn per recuperare la dote.

Oddr Snorrason sviluppa nei suoi scritti un resoconto elaborato riguardo ai problemi derivanti dai matrimoni di Thyri. Egli racconta che la donna si era fidanzata e sposata con il re dei Venedi Boleslao, il quale ricevette grazie a lei una grande dote, ma che lei non desiderava essere sua moglie e, pertanto, digiunò dopo il matrimonio, con il risultato che Boleslao la rimandò in Danimarca. A quel punto si decise di allestire i preparativi in vista di un matrimonio da contrarre con Olaf, evento che scatenò il grande disappunto di suo fratello Sweyn. La moglie di Sweyn, Sigrid la Superba, una ferma oppositrice di Olaf, incitò il proprio marito a muovergli guerra contro. A quel punto, Sweyn complottò con il Jarl Sigvaldi e il re Olaf di Svezia per attirare Olaf Triggvason in una trappola. Olaf Tryggvason andò in Wendland per riscuotere la dote di Thyri dal re Boleslao e, poiché aveva avvertito delle voci relative a un possibile agguato nei suoi confronti, Sigvaldi giunse per dirgli di non prestar fede ale dicerie e, credendogli, Olaf mandò a casa il grosso della sua flotta, poiché i suoi uomini erano impazienti. Per questa ragione poteva contare su un numero di unità limitate quando fu attaccato presso Svolder.
Il Fagrskinna e l'Heimskringla seguono largamente il resoconto di Oddr, malgrado lo semplifichino e divergano per alcuni aspetti. Secondo Heimskringla, Sigvaldi salpò con Olaf da Wendland e una flotta di Venedi lo condusse in un agguato. A prescindere se i suddetti resoconti siano veritieri o meno, è evidente che Sweyn, Olaf di Svezia ed Eirik avevano sufficienti ragioni per opporsi ad Olaf Tryggvason. Quest'ultimo aveva assunto il controllo di Vinken, nel sud della Norvegia, una zona a lungo sotto la supremazia danese. Olaf e Sweyn erano stati in Inghilterra assieme, ma mentre Olaf dichiarò la sua intenzione di voler giungere a una pace, Sweyn non si convinse ad abbandonare la campagna in corso. Sweyn era in buoni rapporti con Olaf di Svezia e il rapporto venne rinsaldato grazie a un matrimonio combinato. Alla fine Eirik era stato privato del suo patrimonio da Olaf Tryggvason, come probabilmente era successo a suo padre, Haakon Sigurdsson, che potrebbe aver voluto vendicare.
Dalle contrastanti informazioni fornite delle fonti gli storici hanno cercato di ricostruire il più fedelmente possibile la sequenza degli eventi che portarono alla battaglia. È probabile che Olaf Tryggvason stesse veramente navigando dalle coste dell'odierna Polonia alla volta della Norvegia quando cadde nell'imboscata. Mentre è possibile che Olaf stesse riscuotendo la dote, sembra più probabile che, prevedendo una guerra, fosse alla ricerca di alleati in Wendland, malgrado con scarso successo. Il personaggio di Sigvaldi rimane enigmatico, anche se ci sono prove nella poesia scaldica che tradì veramente Olaf Tryggvason.

## Considerazioni strategiche e tattiche

### Composizione delle flotte
Secondo le opere norvegesi disponibili, Olaf Tryggvason combatté contro forze schiaccianti nella battaglia. Fagrskinna, per esempio, afferma che egli ebbe «solo una piccola flotta» e che il mare attorno a lui era «coperto da navi da guerra». Ogni fonte concorda sul numero delle sue navi da guerra, ritenuto pari a undici, ma vi è discordia riguardo su quante fossero le forze nemiche.
| Fonte                | Olaf Tryggvason | Olaf di Svezia | Eirik | Sweyn | Alleati totali | Note   |
| -------------------- | --------------- | -------------- | ----- | ----- | -------------- | ------ |
| Oddr Snorrason       | 11              | 60             | 19    | 60    | 139            | [ 24 ] |
| Ágrip                | 11              | 30             | 22    | 30    | 82             | [ 25 ] |
| Historia Norwegie    | 11              | 30             | 11    | 30    | 71             | [ 26 ] |
| Theodoricus monachus | 11              | -              | -     | -     | 70             | [ 8 ]  |
| Rekstefja            | 11              | 15             | 5     | 60    | 80             | [ 27 ] |

Anche se a giudizio delle saghe Olaf Tryggvason disponeva di undici navi nella schermaglia, alcune saghe un verso di Halldórr ókristni secondo cui Olaf ne avrebbe comandate settantuno quando salpò dal sud. Alcune di queste liriche spiegano una simile discrepanza dicendo che una parte di queste navi appartenevano a Sigvaldi, la quale avrebbe poi disertato da Olaf mentre le altre stavano navigando oltre il punto in cui si sarebbe svolto l'agguato.
Le saghe descrivono tre delle imbarcazioni della flotta di Olaf Tryggvason. Secondo la Heimskringla, quella chiamata «gru» era una grande nave da guerra veloce e a vela con 30 panche di rematori, elevata a prua e a poppa; commissionata da re Olaf, fu usata per qualche tempo come nave ammiraglia. Il sovrano aveva confiscato la seconda delle sue grandi imbarcazioni da un pagano torturato a morte per il suo rifiuto di convertirsi al cristianesimo. Egli stesso la guidò, «poiché era una nave molto più grande e bella della gru. La sua prua aveva una testa di drago sopra sé e, sulla poppa, una curvatura a forma di coda ed entrambe le parti del collo e tutta la prua erano dorate. Il re la chiamò serpente poiché, quando le vele venivano issate sembravano le ali di un drago. Era la nave più bella di tutta la Norvegia».

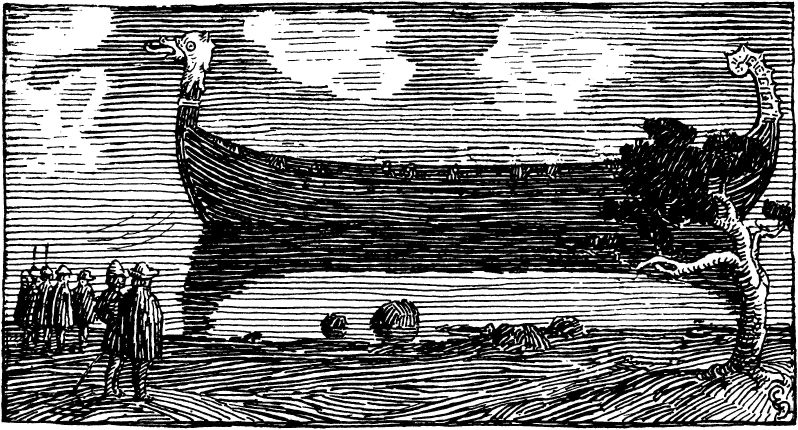
Il Lungo Serpente era la nave migliore mai costruita in Norvegia, e la più costosa.

La terza nave ammiraglia di Olaf, il lungo serpente era una nave leggendaria menzionata in numerosi aneddoti nelle saghe. «Fu costruita come una nave-drago, sul modello della nave serpente che il re aveva preso presso Hálogaland, benché fosse assai più larga e lavorata più attentamente in tutti gli aspetti. Egli la chiamò il lungo serpente e l'altra il serpente corto. Il lungo serpente aveva trentaquattro scompartimenti, con testa e la coda erano completamente dorate, mentre i trincarini erano elevati come quelli delle navi marittime. Si trattava della miglior nave mai costruita in Norvegia, oltre che della più costosa».
L'unica nave degli avversari descritta è chiamata sperone di ferro ed era posseduta da Eirik. Secondo Fagrskinna era la maggiore tra tutte le imbarcazioni. L'Heimskringla fornisce più dettagli: «Il Conte Eirik possedeva una nave estremamente grande che era abituato a prendere nelle sue esplorazioni vichinghe. Aveva un becco [o sperone] nella parte superiore della prua e della poppa e sotto queste piastre di ferro pesanti, larghi come lo stesso becco, che andavano sotto la superficie dell'acqua».

### Attività di avanscoperta
È improbabile che gli scrittori della saga abbiano avuto informazioni accurate riguardo ai dettagli della battaglia al di là dei resoconti sparsi nei poemi superstiti. Tuttavia, iniziando con Oddr Snorrason, presentano un resoconto letterario elaborato, raffigurando i principali partecipanti attraverso le loro stesse parole e azioni.
Le navi di Olaf Tryggvason passano l'ancoraggio dei loro nemici alleati in una lunga colonna senza ordine, in quanto non era previsto un attacco. Comodamente posizionati per osservare la flotta, Eirik ed i due re commentarono le navi che passavano. Sweyn ed Olaf erano desiderosi di attaccare battaglia, ma Eirik è ritratto come più cauto e più consapevole ed conoscitore delle forze norvegesi.

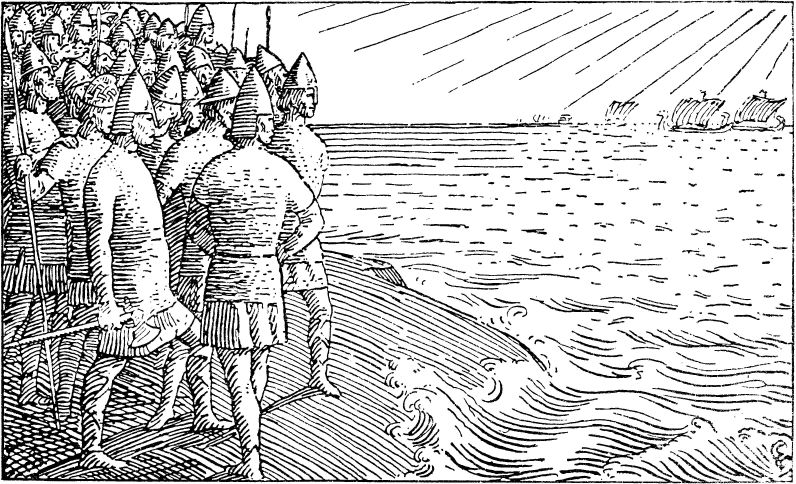
Stando sull'isola di Svolder, i comandanti alleati osservavano la flotta di Olaf Tryggvason passante di fronte a loro.

Poiché progressivamente apparivano navi sempre più grandi, i Danesi e gli Svedesi pensavano che per ogni nave che passava che fosse il lungo serpente e volevano attaccarlo subito; Eirik, tuttavia, li bloccava muovendo delle osservazioni intelligenti: «Non è il re Olaf sulla sua nave. Conosco la sua nave poiché l'ho vista spesso. Appartiene ad Erling Skjalgsson da Jaðarr, ed è meglio attaccare la sua nave dalla poppa. È presidiata da compagni tali che, se affronteremo re Olaf Tryggvason, impareremo presto che sarebbe meglio per noi trovare un varco nella sua flotta che attaccare battaglia contro quella nave».
Quando infine Eirik consentì l'attacco, il re Sweyn si vanta che avrebbe comandato il lungo serpente «prima del tramonto». Eirik fece un commento «in modo che solo pochi uomini potessero sentirlo» e dicendo che, «con a disposizione solo l'esercito danese, il re Sweyn non potrebbe mai comandare questa nave». Quando gli alleati salparono per attaccare Olaf Tryggvason, il punto di vista cambia e si sposta a quello norvegese. Dopo aver riconosciuto il nemico, Olaf avrebbe potuto usare la vela ed i remi per sfuggire ed iniziare la fuga, ma rifiutò di fuggire e si gira per dare battaglia con le sue 11 navi subito attorno a lui. Vedendo la flotta danese schierata contro di lui, affermò: «Le capre della foresta non ci supereranno, poiché i Danesi hanno il coraggio delle capre. Non temiamo questa forza poiché i Danesi non hanno mai vinto prima combattendo sulle navi».
Allo stesso modo, Olaf disprezzò gli Svedesi con riferimenti ai loro costumi pagani: «Gli Svedesi avranno una vita più semplice e gradevole leccando le loro ciotole sacrificali che ad imbarcandosi sul lungo serpente di fronte alle nostre armi ed riuscendo a sgombrare le nostre navi. Prevedo che non avremo bisogno di temere i mangiatori di cavalli». Fu solo quando Olaf Tryggvason vide il contingente di Eirik che si rese conto di essere sul punto di affrontare una dura battaglia perché «loro sono Norvegesi come noi».

## Svolgimento

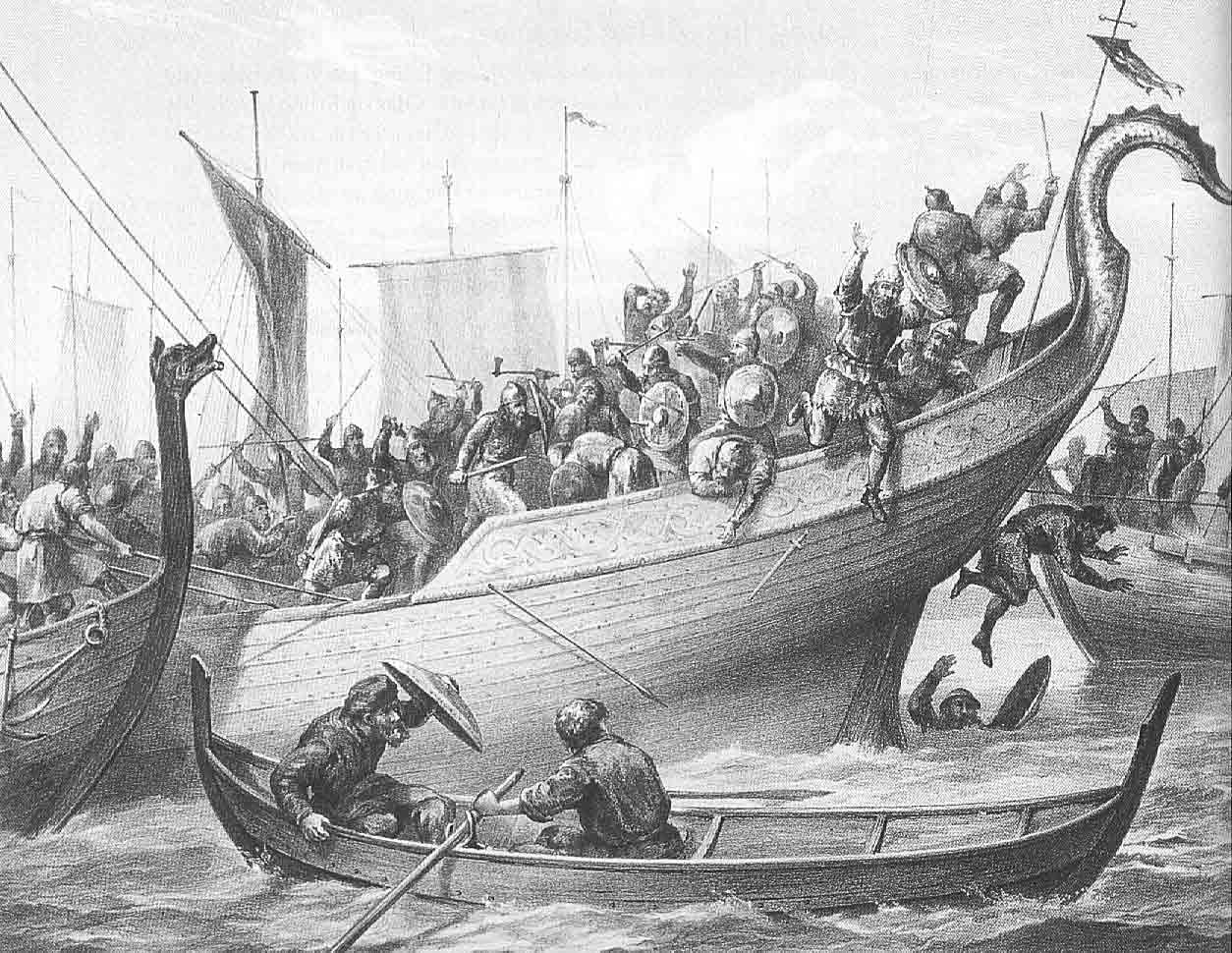
La natura caotica di una battaglia navale è mostrata in un quadro ritraente la battaglia di Svolder dipinto da Peter Nicolai Arbo.

La disposizione adottata a Svolder funse da ispirazione in molte battaglie navali del Medioevo dove una flotta doveva combattere sulla difensiva. Olaf posizionò le proprie imbarcazioni fianco a fianco, con la sua, il lungo serpente, collocata al centro e con la prua davanti a quella delle altre. I vantaggi di questa disposizione garantivano maggiore libertà in combattimento senza però che ciò compromettesse la compattezza delle unità, oltre a limitare quanto più era possibile la capacità del nemico di contare sulla superiorità numerica per un'aggressione frontale. Il lungo serpente era la nave più grande e la alta, circostanza che le garantiva di scagliare frecce o oggetti dalla distanza in direzione dei nemici dall'alto verso il basso, mentre l'avversario avrebbe dovuto compiere uno sforzo superiore. È corretto affermare che Olaf aveva disposto le sue undici navi originando una sorta di fortezza galleggiante.
Le saghe riservavano tutto il merito ai Norvegesi, lodando Eirik per la sua intelligenza e per aver sfoderato maggior valore dei suoi alleati. I Danesi e gli Svedesi assaltarono il nemico frontalmente, ma furono respinti subendo pesanti perdite. Eirik aggredì i fianchi e mandò all'assalto la sua nave contro l'ultima imbarcazione della linea di Olaf, da lui occupata a seguito di un feroce attacco, e poi procedette sulla nave successiva. In questo modo le navi di Olaf furono occupate una alla volta, finché rimase in mano alle forze in difficoltà il solo lungo serpente.

### Einarr Þambarskelfir

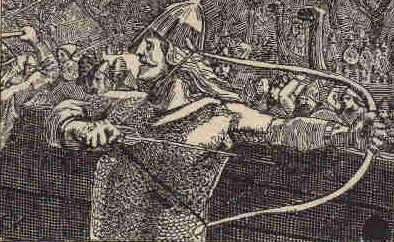
Einarr Þambarskelfir prova l'arco del re e lo ritiene troppo debole.

Uno degli episodi più conosciuti della schermaglia coinvolge Einarr Þambarskelfir, un arciere della flotta del re Olaf che poi sarebbe diventato un astuto politico. Heimskringla descrive il suo tentativo di assassinare Eirik e di bloccare la disfatta di Olaf:
La stessa storia viene raccontata anche nel Gesta Danorum, malgrado in questo resoconto Einarr stesse mirando a Sweyn anziché a Eirik.

### Morte di re Olaf

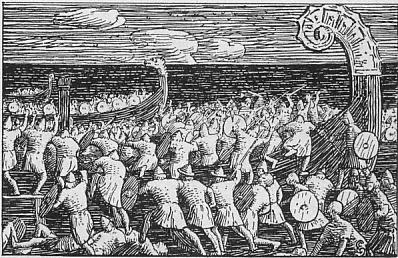
La fase finale della battaglia, quando Eirik ed i suoi uomini compiono un abbordaggio sul Lungo Serpente.

Alla fine, il Lungo Serpente fu sopraffatto e Olaf Tryggvason sconfitto. Le fonti danesi riportano che, quando tutto era perduto, si suicidò gettandosi in mare, con Adamo da Brema che dal canto suo sentenzia: «la [sua] fine si addice[va] alla sua vita». Saxo Grammaticus afferma che Olaf preferì suicidiarsi e saltare in acqua con tanto di armatura addosso piuttosto che assistere alla vittoria del nemico. I resoconti norvegesi e islandesi sono più complessi e più inclini ad esaltare Olaf. Il poema memoriale di Hallfreðr per il suo signore accenna già a quelle voci secondo cui il sovrano sarebbe sfuggito alla morte a Svolder. Le saghe si divertono a immaginare il futuro del re, come nel caso del resoconto fornito dall'Ágrip:
Altre saghe affermano che, in un modo o in un altro, Olaf si fece strada verso la riva, forse nuotando, oppure con un aiuto degli angeli, o molto probabilmente salvato da una delle navi dei Venedi presenti. Dopo la sua fuga, presumibilmente Olaf cercò la salvezza della sua anima all'estero, forse entrando in un monastero. Mesta descrive una serie di «avvistamenti» di lui molto a sud rispetto al luogo della battaglia, in Terra santa, fra il 1040 e il 1050.
Il re Olaf, come Carlo Magno, Federico Barbarossa e Sebastiano I del Portogallo, appartiene alla categoria degli eroi leggendari il cui ritorno fu cercato dal popolo, non essendo stata completamente accettata la loro morte.

## Conseguenze

La partizione della Norvegia dopo la battaglia secondo il Heimskringla.

Dopo la battaglia di Svolder, i comandanti vittoriosi si spartirono la Norvegia in diverse aree di influenza. Heimskringla fornisce il resoconto più dettagliato riguardo alla suddivisione, descrivendola come triplice. Olaf lo Svedese ricevette quattro distretti territoriali in Trondheim così come in Møre og Romsdal, Romsdal e Ranrike. Le diede da tenere come vassallo al suo genero Sveinn Hákonarson. Sweyn prese possesso del distretto di Viken, dove l'influenza danese era sempre stata forte. Il resto della Norvegia fu governato da Eirik Hákonarson come vassallo di Sweyn. Fagrskinna afferma al contrario che la parte svedese comprendeva Oppland ed una parte di Trondheim. Altri testi riferiscono invece dettagli decisamente più succinti.
Gli jarl Eirik e Sweyn si dimostrarono governatori forti e competenti, con il loro mandato che fu caratterizzato da un periodo di prosperità. Più fonti affermano che abbracciarono il cristianesimo, sia pur consentendo al popolo la libertà religiosa e contrastando ogni politica restrittiva, evento che vanificò molto del lavoro missionario di Olaf Tryggvason.

## Eredità
È stato l'insieme di vari fattori ad aver reso questa battaglia una delle più conosciute dell'era vichinga. Nella storiografia norvegese e islandese, Olaf Tryggvason era tenuto in grande considerazione perché ritenuto l'uomo che aveva diffuso il cristianesimo nella Scandinavia. Inoltre, la sua lotta contro un nemico decisamente più numeroso e il suo desiderio di non cedere nemmeno di fronte all'evidente prospettiva di una sconfitta si prestavano bene come elementi di ispirazione per le saghe. I poeti di corte dello jarl Eirik contribuirono ad assicurare al loro signore una buona fetta della gloria. Citando il Mesta:

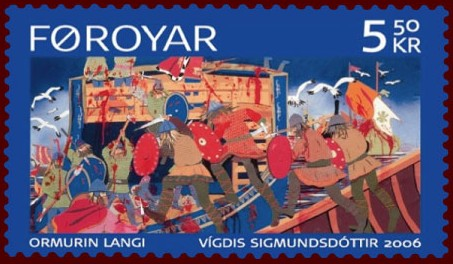
Francobollo delle isole Fær Øer mostrante una scena della battaglia basato sul poema di Jens Christian Djurhuus intitolato Ormurin langi.

In Islanda, dove le saghe dei re continuavano ad essere copiate e studiate, la battaglia stuzzicava l'immaginazione di diversi poeti. Il cinquecentesco Svöldrar rímur canta in versi la vicenda, seguendo largamente il resoconto di Oddr Snorrason. Due altri cicli in stile rímur sullo stesso argomento furono composti nel XIX secolo, uno dei quali è stato preservato nel tempo. Nel XIX secolo il poeta popolare Sigurður Breiðfjörð compose un altro ciclo in stile rímur riguardo alla battaglia, basandosi sul Mesta.
Con la fioritura del nazionalismo e del romanticismo nel XIX secolo e la crescita del numero delle traduzioni delle saghe, l'interesse per la battaglia di Svolder aumentò anche fuori dall'Islanda. Attorno al 1830, il poeta Jens Christian Djurhuus compose una ballata riguardo alla battaglia chiamata Ormurin langi, seguendo il resoconto di Snorri. La ballata è stata ben accolta e rimane tra quelle più conosciute delle isole Fær Øer. Nel 2002 una versione in genere heavy metal realizzata da parte della band Týr, guadagnò ulteriore seguito nel mondo.
In Norvegia, l'Einar Tambarskjelve di Johan Nordahl Brun, scritto nel 1772, è considerato una pietra miliare della letteratura norvegese. In seguito Bjørnstjerne Bjørnson scrisse un corto poema sulla caduta del re Olaf intitolato Olav Trygvason in Italia nel 1862. Bjørnson collaborò anche con Edvard Grieg in un'opera riguardo Olaf Tryggvasonn, ma i due morirono prima che il lavoro fosse stato portato a termine. Ragnar Søderlind ha ora completato l'opera, che ha debuttato nel settembre del 2000, 1000 anni dopo la battaglia di Svolder. Søderlind introdusse motivi legati al Fato nella scena della battaglia da Wagner, Beethoven e Liszt.
La battaglia ha ispirato l'arte anche fuori dalla Scandinavia, incluso un volume manga dall'artista giapponese Ryō Azumi. Il lavoro in lingua inglese più conosciuto è probabilmente il ciclo "La saga del re Olaf" di Henry Wadsworth Longfellow (dalla sua collezione di poemi del 1863 intitolata tales of a Wayside Inn), perlopiù incentrato sulla battaglia di Svolder.

### Fonti primarie
- Adamo di Brema, History of the Archbishops of Hamburg-Bremen, traduzione di Francis Joseph Tschan e Timothy Reuter, Columbia University Press, 2002, ISBN 0-231-12575-5.
- Inger Ekrem e Lars Boje Mortensen (a cura di), Historia Norvegiæ, traduzione di Peter Fisher, Museum Tusculanum Press, 2003, ISBN 87-7289-813-5.
- The Saga of King Olaf Tryggwason, traduzione di J. Sephton, Londra, David Nutt, 1895.
- (EN) Oddr Snorrason, The Saga of Olaf Tryggvason, traduzione di Theodore M. Andersson, Cornell University Press, 2003, ISBN 0-8014-4149-8.
- Hallar-Stein, Rekstefja.
- Saxo Grammaticus, Gesta Danorum, a cura di J. Olrik e H. Ræder, collana Hauniæ, Munksgaard, 1931.
- Snorri Sturluson, Heimskringla: History of the Kings of Norway, traduzione di Lee M. Hollander, University of Texas Press, 1991, ISBN 0-292-73061-6.
- Snorri Sturluson, Heimskringla: A History of the Norse Kings, traduzione di Samuel Laing e Rasmus Björn Anderson, Londra, Norroena Society, 1907.
- Theodoricus monachus, The Ancient History of the Norwegian Kings, traduzione di David McDougall e Ian McDougall, Viking Society for Northern Research, 1998, ISBN 0-903521-40-7.

### Fonti secondarie
- (DE) Walter Baetke, Christliches Lehngut in der Sagareligion, Das Svoldr-Problem: Zwei Beiträge zur Sagakritik. Berichte über die Verhandlungen der Sächsischen Akademie der Wissenschaften zu Leipzig. Philologisch-historische Klasse 98.6, Berlino, Akademie-Verlag, 1951.
- (IS) Bjarni Aðalbjarnarson, Íslenzk fornrit XXVI: Heimskringla I [Antichità islandesi XXVI: Heimskringla I], Reykjavík, Hið íslenzka fornritafélag, 1941).
- (EN) Alistair Campbell, Encomium Emmae Reginae, traduzione di Simon Keynes, Cambridge University Press, 1998, ISBN 0-521-62655-2.
- (EN) M.J. Driscoll, Ágrip af Nóregskonungasǫgum [Un riassunto dei re norvegesi], Viking Society for Northern Research, 1995, ISBN 0-903521-27-X.
- (DA) Finnur Jónsson, Den norsk-islandske skjaldedigtning [La poesia degli scaldi norvegese-islandese], Copenaghen, Den arnamagnæanske kommission, 1912-1915.
- (DA) Finnur Jónsson, Den oldnorske og oldislandske litteraturs historie [La storia dell'antica letteratura norrena e islandese], Copenaghen, G.E.C Gads forlag, 1923.
- (IS) Finnur Sigmundsson, Rímnatal I, Reykjavík, Rímnafélagið, 1966.
- (EN) Alison Finlay, Fagrskinna, a Catalogue of the Kings of Norway, Brill Academic Publishers, 2004, ISBN 90-04-13172-8.
- (IS) Ólafur Halldórsson, Íslenzk fornrit XXV: Færeyinga saga, Ólafs saga Tryggvasonar eptir Odd munk Snorrason [Antichità islandesi XXV: la saga faroese, la saga di Ólaf Tryggvason dal monaco Odd Snorrason], Reykjavík, Hið íslenzka fornritafélag, 2006, ISBN 9979-893-25-7.
- (EN) Gwyn Jones, A History of the Vikings, 2ª ed., Oxford, New York, Oxford University Press, 1984, ISBN 978-0-19-285139-0.
- (EN) E.I. Kouri, Torkel Jansson e Knut Helle, The Cambridge History of Scandinavia, Cambridge University Press, 2003, ISBN 0-521-47299-7.
- (EN) Mona Levin, Saga King Becomes Opera - at Last! Music Information Centre Norway, traduzione di Virginia Siger, 2002. URL consultato il 29 luglio 2022 (archiviato dall'url originale il 30 settembre 2007).
- (EN) John Midgaard, A Brief History of Norway, Oslo, 1963.
- (EN) Harald S. Naess, A History of Norwegian Literature, University of Nebraska Press, 1993, ISBN 0-8032-3317-5.
- (EN) Helen Nicholson, Medieval Warfare: Theory and Practice of War in Europe, 300-1500, Palgrave Macmillan, 2003, ISBN 0-333-76331-9.
- (IS) Ólafía Einarsdóttir, Árið 1000 [L'anno 1000], in Skírnir, 1967.
- (EN) Peter Sawyer, Scandinavia in the Eleventh and Twelfth Centuries, in Paul Fouracre, Rosamond McKitterick, David Luscombe e Timothy Reuter, The New Cambridge Medieval History IV, Cambridge University Press, 2005, ISBN 0-521-41411-3.
- Birgit Sawyer e Peter H. Sawyer, Medieval Scandinavia: from Conversion to Reformation, Circa 800-1500, University of Minnesota Press, 1993, ISBN 978-0-8166-1739-5.
- (DA) Sverrir Jakobsson, Erindringen om en mægtig personlighed: den norsk-islandske historiske tradisjon om Harald Hårfagre i et kildekristisk perspektiv [La memoria di una personalità potente: la tradizione storica norvegese-islandese su Harald Hårfagre in una prospettiva paleocristiana], in Historisk tidsskrift 2002, vol. 81, 2002,  pp. 213-230, ISSN 0018-263X (WC · ACNP).